# قرة قول (قرغيزستان)
قرة قول أو كاراكول (بالروسية: Каракол )‏ هي مدينة، في قرغيزستان، تتبع إيسيك كول أوبلاستي ، وهي عاصمتها، بلغ عدد سكانها 63,377 نسمة، تبلغ مساحتها 48.05 كيلومتر مربع، رمزها البريدي هو 722360.

## المناخ
يظهر الجدول التالي التغييرات المناخية على مدار السنة لقرة قول:
| البيانات المناخية لـقرة قول                 | البيانات المناخية لـقرة قول | البيانات المناخية لـقرة قول | البيانات المناخية لـقرة قول | البيانات المناخية لـقرة قول | البيانات المناخية لـقرة قول | البيانات المناخية لـقرة قول | البيانات المناخية لـقرة قول | البيانات المناخية لـقرة قول | البيانات المناخية لـقرة قول | البيانات المناخية لـقرة قول | البيانات المناخية لـقرة قول | البيانات المناخية لـقرة قول | البيانات المناخية لـقرة قول |
| الشهر                                       | يناير                       | فبراير                      | مارس                        | أبريل                       | مايو                        | يونيو                       | يوليو                       | أغسطس                       | سبتمبر                      | أكتوبر                      | نوفمبر                      | ديسمبر                      | المعدل السنوي               |
| ------------------------------------------- | --------------------------- | --------------------------- | --------------------------- | --------------------------- | --------------------------- | --------------------------- | --------------------------- | --------------------------- | --------------------------- | --------------------------- | --------------------------- | --------------------------- | --------------------------- |
| متوسط درجة الحرارة الكبرى °م (°ف)           | −4.7 (23.5)                 | −2.9 (26.8)                 | 4.8 (40.6)                  | 14.0 (57.2)                 | 18.9 (66.0)                 | 23.1 (73.6)                 | 25.5 (77.9)                 | 25.0 (77.0)                 | 20.2 (68.4)                 | 12.7 (54.9)                 | 3.4 (38.1)                  | −2.3 (27.9)                 | 11.5 (52.7)                 |
| المتوسط اليومي °م (°ف)                      | −10.4 (13.3)                | −8.5 (16.7)                 | −0.5 (31.1)                 | 7.8 (46.0)                  | 12.8 (55.0)                 | 16.7 (62.1)                 | 19.0 (66.2)                 | 18.2 (64.8)                 | 13.4 (56.1)                 | 6.4 (43.5)                  | −1.9 (28.6)                 | −7.6 (18.3)                 | 5.5 (41.8)                  |
| متوسط درجة الحرارة الصغرى °م (°ف)           | −16.1 (3.0)                 | −14.0 (6.8)                 | −5.8 (21.6)                 | 1.7 (35.1)                  | 6.8 (44.2)                  | 10.4 (50.7)                 | 12.5 (54.5)                 | 11.4 (52.5)                 | 6.7 (44.1)                  | 0.1 (32.2)                  | −7.1 (19.2)                 | −12.9 (8.8)                 | −0.5 (31.1)                 |
| الهطول مم (إنش)                             | 12 (0.5)                    | 14 (0.6)                    | 23 (0.9)                    | 39 (1.5)                    | 55 (2.2)                    | 54 (2.1)                    | 57 (2.2)                    | 55 (2.2)                    | 39 (1.5)                    | 31 (1.2)                    | 20 (0.8)                    | 14 (0.6)                    | 413 (16.3)                  |
| متوسط الرطوبة النسبية (%)                   | 69.4                        | 69.6                        | 59.4                        | 46.6                        | 47.2                        | 45.0                        | 43.0                        | 41.2                        | 42.5                        | 49.6                        | 58.7                        | 68.7                        | 53.4                        |
| المصدر #1: Weatherbase (humidity)           |                             |                             |                             |                             |                             |                             |                             |                             |                             |                             |                             |                             |                             |
| المصدر #2: Climate-Data.org (temp & precip) |                             |                             |                             |                             |                             |                             |                             |                             |                             |                             |                             |                             |                             |

## مدن توأم
المدن التوأم:
- آشفيل، كارولاينا الشمالية.

## أعلام
- هيلدا ينينغز
- نيقولاي برزوالسكي